# Fort Driehoek

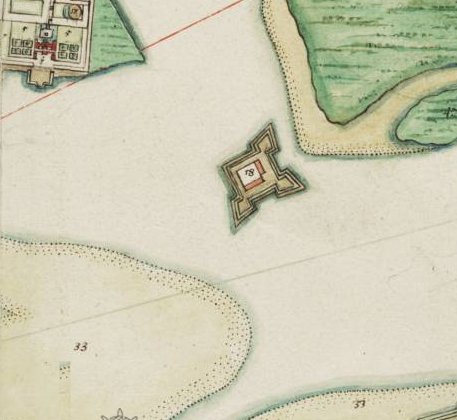

Fort Driehoek was een 17e-eeuws fort in Recife in Brazilië.
Het kustfort is gebouwd na de invasie van Pernambuco in 1630 door de Nederlanders (zie ook het artikel Nederlands-Brazilië). De bouw in het kader van de West-Indische Compagnie startte in januari 1631 op een zandbank. Bemoeilijkt door vele vuurgevechten is het fort in verhoogd tempo gebouwd. Het fort kreeg een driehoekig grondplan naar ontwerp van ingenieur Commersteyn. Het kwam ook wel bekend te staan als Kijk in de Pot of Fort Waerdenburg; die laatste benaming was ontleend aan een vooraanstaand Nederlands officier. Vanuit het fort konden aanvallen over de rivier de Capibaribe en vanuit het binnenland worden bestreden. Het nabijgelegen Fort Ernestus had een soortgelijke functie. Fort Driehoek vormde samen met de eveneens nabijgelegen forten Frederik Hendrik en De Bruyn belangrijke werken in de verdedigingslinie die voor dit gebied was aangelegd. Ook was er een belangrijke rol weggelegd voor het fort tijdens het beleg in 1645 van Recife.
Rond 1650 kwam het fort in Portugese handen. Vandaag de dag rest niet meer dan een ruïne die zichtbaar is bij laagwater.